# マ族
マ族（ベトナム語：Người Mạ）は、モン・クメール語派に属するベトナムの少数民族。2019年時点での人口は50,322人。その多くがラムドン省とドンナイ省、特にドンナイ川上流に居住する。コホ族に大変近い。
マ族の人々は扶南国に影響を受け、19世紀以前には政治的統一を果たし階層社会を形成していた。しかしその後、フランスによるインドシナ植民地化や、部族間の争い、奴隷貿易など複数の要素の影響により、マ族の統治は崩壊した。
モン・クメール語族のチョロ族も、マ族内の分類に含まれるとする人類学者もいる
 。

## 文化
マ族の母語マ語はモン・クメール語派に属する。マ族は豊富な民間伝承のタペストリーを持つ。その神話、寓話、伝説はマ族を語るうえで欠かすことのできない存在である。

### 伝統衣装
マ族はカラフルな伝統衣装で知られている。マ族の女性は膝下まで届くスカートを着用する。男性は習慣的に褌を着用する。